# Mediterráneo (película)
Mediterráneo es una película italiana, ganadora del Óscar a la mejor película extranjera en 1992. La película está ambientada en la Segunda Guerra Mundial y trata sobre un grupo de soldados italianos destinados a una isla griega. El rodaje tuvo lugar en la isla de Kastelorizo.

## Argumento
En 1941, un año después de que Italia se uniera a la Alemania Nazi contra los aliados en la Segunda Guerra Mundial, un pequeño grupo de soldados italianos inadaptados y poco disciplinados es enviado a una pequeña isla griega en el mar Egeo durante cuatro meses en una misión de observación. Los soldados incluían al teniente Montini (amante del arte), al sargento Lorusso, al soldado Strazzabosco acompañado de su amada mula Silvana, los dos hermanos Munaron, el soldado Noventa (que cuenta meses y días para volver a Italia) y otros personajes extravagantes. 
Los soldados anticipan un ataque desde el exterior y toman toda suerte de precauciones inútiles. Encuentran un pequeño pueblo sin habitantes. Ven un bombardeo en el horizonte y se dan cuenta de que el barco que los iba a recoger había sido destruido. Tras ello, misteriosamente, empiezan a reaparecer los pobladores, quienes decían que se habían escondido porque los soldados alemanes (previos ocupantes de la isla) se habían llevado a todos los hombres al continente. Así, la población griega decidide alojar a los italianos e integrarlos en su vida diaria. No pasa mucho tiempo hasta que la hospitalidad y la naturaleza cálida de los habitantes aparecen: los soldados son absorbidos por la vida, el calor y el paisaje de la isla idílica, y olvidan sus actividades militares, ayudados por la avería de la radio que les enviaba órdenes del comando supremo.
El sacerdote local pide al teniente Montini (Claudio Bigagli) que restaure los murales de su iglesia, a lo cual accede muy gustoso el teniente, quien había sido estudiante de latín y griego. Los hermanos Munaron se hacen amigos y luego amantes de una encantadora joven, una pastora, quien cree que tres es el número perfecto para una aventura de pura diversión sexual. El agrio y belicista sargento Lorusso (Diego Abatantuono) se empieza a dedicar al baile popular junto con unas ancianas y el muy tímido soldado Farina (Giuseppe Cederna) se enamora profundamente de la única, y muy sobrecargada de trabajo, prostituta de la isla.
Tras tres años de inacción y meses sin contacto con el mundo exterior, los soldados descubren la llegada de un avión italiano que realiza un aterrizaje forzado en la isla. El piloto les informa que Italia ha capitulado ante los aliados occidentales y que pronto un buque de la Royal Navy británica llegará para llevarlos de vuelta a Italia y devolver la isla a las autoridades griegas. Ante la noticia, el soldado Farina decide quedarse con su amada, ayudado por Lorusso (quien engaña al teniente Montini asegurando no haberlo hallado tras una ardua búsqueda). Poco después llega el navío británico y todos los italianos son embarcados allí, salvo Noventa, que ya ha partido a Italia en un bote a remo, incapaz de soportar más tiempo su nostalgia. De Noventa no vuelve a saberse nada.
Años después, el teniente Montini vuelve a la isla, convertida en un bullicioso destino de turismo masivo, invitado por Farina, quien estableció un negocio con su esposa griega. Para sorpresa de Montini, descubre en el lugar al sargento Lorusso, quien desengañado de la Italia de posguerra, volvió a la isla y se estableció en ella cerca de Farina, de quien parecía separarlo tantas cosas cuando empezó su "misión de combate" en el lejano 1941.

## Reparto
- Diego Abatantuono como el sargento Nicola Lo Russo.
- Claudio Bigagli como el teniente Raffaele Montini.
- Giuseppe Cederna como Antonio Farina.
- Claudio Bisio como Corrado Noventa.
- Luigi Alberti como Eliseo Strazzabosco.
- Ugo Conti como Luciano Colasanti.
- Memo Dini como Libero Munaron.
- Vasco Mirandola como Felice Munaron.
- Vanna Barba como Vassilissa.
- Antonio Catania

## Premios
- Premio Óscar de 1991 a la mejor película extranjera
- 3 Premios David de Donatello (Anexo:Cine en 1991): mejor película, mejor montaje y mejor sonido